# Kendall Grove
Kendall Grove, född 12 november 1982 i Wailuku, Hawaii, är en amerikansk MMA-utövare som tävlar i organisationen Bellator MMA. Grove vann den tredje säsongen av The Ultimate Fighter och tävlade därefter i Ultimate Fighting Championship 2006–2011.